# Acanthostigma affine
Acanthostigma affine är en svampart som beskrevs av Sacc. & Berl. 1885. Acanthostigma affine ingår i släktet Acanthostigma och familjen Tubeufiaceae.   Inga underarter finns listade i Catalogue of Life.